# 松下達夫
松下 達夫（まつした たつお、1912年3月13日 - 1985年8月20日）は、日本の俳優。太陽プロモーション所属。奈良県出身。

## 経歴・人物
大阪府大阪市福島区生まれ。早稲田大学文学部英文学科卒業。
北支那方面軍へ兵役後、1934年、中央演劇会を経て同年中に村山知義らの新協劇団に研究生として参加する。1935年に映画デビューする。その後スマトラ島からタイへの兵役を経て、1952年に滝沢修、宇野重吉らの劇団民藝に入団、『セールスマンの死』などの舞台に立った。1973年に民藝を退団し、フリーとなった。舞台のほか、映画、テレビドラマでも渋い脇役として活躍した。
趣味・特技は関西弁、剣道（2段）。

## 出演作品

### 映画
- 1952年 原爆の子（近代映画協会）
- 1953年 夜明け前（新東宝）- 蜂谷香蔵
- 1953年 縮図（新東宝）
- 1953年 女の一生（新東宝）- 太平
- 1954年 若い人たち（全国銀行従業員組合）- 医者
- 1954年 泥だらけの青春（日活）
- 1955年 狼（近代映画協会）
- 1956年 女優（新東宝）
- 1956年 第8監房（日活）- 中山署長
- 1956年 色ざんげ（日活）- 保安係長
- 1956年 悪魔の街（日活）- 富永捜査係長
- 1956年 夜あけ朝あけ（民藝）- 仲買人
- 1956年 狙われた男（日活）- 質屋の若旦那
- 1956年 肉体の密輸（日活）- 黒木公安課長
- 1957年 私は前科者である（日活）- ちづかや番頭
- 1957年「廓」より無法一代（日活）- 国枝警部
- 1957年 今日のいのち（日活）- 平本教授
- 1957年 江戸の子鼠たち（日活）- 土方縫殿助
- 1957年 九人の死刑囚（日活）- 保安課長
- 1958年 白い悪魔（日活）- 克介の友人
- 1958年 麻薬3号（日活）- メガネの男
- 1958年 血の岸壁（日活）- 海上保安庁幹部
- 1958年 悪魔と天使の季節（日活）- 相田先生
- 1958年 その女を逃がすな（日活）- 天野刑事部長
- 1958年 影なき声（日活）- 石丸
- 1958年 獣のいる街（日活）- 主任刑事
- 1958年 紅の翼（日活）- 航務課長
- 1958年 お母さんの幸福（桜映画社）- 医師
- 1959年 不道徳教育講座（日活）- 市長
- 1959年 清水の暴れん坊（日活）- 佐々木部長
- 1959年 絞首台の下（日活）- 堀保安部長
- 1959年 人形の歌（日活）- 編集長
- 1959年 大学の暴れん坊（日活）- 病院の医師
- 1959年 われらの時代（日活）- 署長
- 1960年 13号待避線より その護送車を狙え（日活）- 高村部長刑事
- 1960年 俺は欺されない（日活）- 高田刑事
- 1960年 刑事物語シリーズ（日活）
  - 殺人者を挙げろ - 捜査課長
  - 灰色の暴走 - 捜査課長
  - 知り過ぎた奴は殺す - 小松警部
- 1960年 十代の狼（日活）- 宝田捜査主任
- 1960年 白銀城の対決（日活）- 東洋索道社長
- 1960年 闘牛に賭ける男（日活）- 大洋TV編成局長
- 1961年 処刑前夜（日活）- 所沢部長
- 1961年 追跡（日活）- 大山支社長
- 1962年 人間狩り（日活）- 裁判長
- 1962年 事件記者シリーズ（日活）- 捜査一課長
  - 拳銃貸します
  - 影なき侵入者
- 1962年 銀座の恋の物語（日活）- 部長
- 1962年 乳房を抱く娘たち（大映）- 農協理事
- 1963年 午前零時の出獄（日活）- 村上部長刑事
- 1964年 帝銀事件 死刑囚（日活）- 木村
- 1965年 男の紋章シリーズ（日活）
  - 喧嘩街道 - 西条
  - 俺は斬る - 林野庁出張所長
- 1965年 証人の椅子（大映）- 榊部長
- 1965年 秩父水滸伝 必殺剣（日活）- 万屋三之助
- 1965年 七人の刑事 終着駅の女（日活）- 松下課長
- 1966年 白い巨塔（大映）- 裁判長
- 1967年 ある殺し屋（大映）- 大和田
- 1967年 座頭市牢破り（大映）- 山源
- 1968年 娘の季節（日活）- 岡村所長
- 1969年 女賭博師さいころ化粧（東映）- 前川
- 1970年 裸の十九才（東宝）- 更生審議会副会長
- 1970年 激動の昭和史 軍閥（東宝）- 渡辺錠太郎
- 1971年 呪いの館 血を吸う眼（東宝）- 教授[4]
- 1973年 日本沈没（東宝）- 通産大臣[5]
- 1974年 わが道（近代映画協会）- 被告弁護士

### テレビドラマ
- 1956年 妻も生きている（NHK）
- ここに人あり（NHK）
  - 1957年 第16話「霧の岬」
  - 1957年 第29話・第30話「舗道の人」
  - 1958年 第42話「灯よ永遠に」
  - 1958年 第48話「友の手」
  - 1960年 第146話「五百分の一ミリの人生」
  - 1961年 第168話「わが友よ」
- 1958年 ヤシカ ゴールデン劇場／研究室（NTV）
- 1958年 私だけが知っている／六人の会 第二の風小僧登場（NTV）
- 夫婦百景（NTV）
  - 1958年 第26話「聖女房」
  - 1959年 第71話「お人好し夫婦」
  - 1959年 第81話「あてはずれ夫婦」
  - 1960年 第120話「家の皇后さま」
  - 1960年 第123話「好伴呂」
  - 1961年 第154話「どっぷり夫婦」
  - 1961年 第182話「賢妻恐怖症」
  - 1963年 第253話「ホームラン亭主」
- お好み日曜座（NHK）
  - 1958年 母の初恋
  - 1959年 恋のマルコポーロ
  - 1959年 モーニング
  - 1959年 銅婚式
  - 1960年 鍵守り男
- テレビ劇場（NHK）
  - 1958年 最期の一葉
  - 1959年 36号室
  - 1959年 老人の眼
  - 1960年 パニック
- 1959年 源氏鶏太アワー／麗しきオールド・ミス（NTV）
- 1959年 東芝家族劇場 第14話「昔話もととり山」（NET）
- 東芝土曜劇場（CX）
  - 1959年 第27話「ある特ダネ」
  - 1959年 第36話「深い沼」
  - 1959年 第37話「地方記者」
  - 1959年 第38話「だけどお酒はやめられない」
  - 1960年 第48話「朱の奇跡」
  - 1960年 第78話「若い刑事」
  - 1962年 第146話「検事の新妻」
- 1959年 ゴールドステージ／母の上京（NTV）
- 1959年 東京0時刻（KR）
  - 自殺ホテル
  - もう一人の男
- 1959年 慎太郎ミステリー・暗闇の声／いつも木の陰にいる（KR）
- 1959年 この情報を買ってくれ（CX）- 大垣社長
- 1959年 日立劇場 第9話「踏切のある風景」（KR）
- 1960年 スリラー劇場・夜のプリズム（NTV）
  - 第58話「ナロハネ105号車」
  - 第63話「四月馬鹿の悲劇」
  - 第69話「こんなカラクリ」
- 1960年 サスペンス・タイム
  - 第23話「最期の血」（NET）- 医者
- 1960年 指名手配
  - 第47・48話「ながれ者」（NET）
- 1960年 これが真実だ
  - 第35話「最後の日中平和交渉」（CX）- 小磯国昭総理大臣
- 1961年 東レサンデーステージ
  - 第36話「こぶ」（NTV）- 庶務課長・草場
- ダイヤル110番（NTV）
  - 1961年 第190話「橋の上」
  - 1962年 第259話「6才の証言」
  - 1963年 第289話「大阪連続放火事件」
  - 1963年 第301話「四条のタイヤ痕」
  - 1963年 第307話「大人たち」
  - 1963年 第313話「神戸から来た男」
  - 1964年 第349 - 351話「追跡930キロ」
- 1961年 シャープ火曜劇場 第7話「愛妻物語」（CX）
- 1961年 王国のブルース （NHK）
- 1962年 名作推理劇場／晩餐後の筋書き（MBS）
- 大河ドラマ（NHK）
  - 1963年 花の生涯 - 堀田備中守
  - 1964年 赤穂浪士 - 萩原兵助
  - 1969年 天と地と - 萩原佐渡守
  - 1970年 樅ノ木は残った - 山野辺
  - 1971年 春の坂道 - 松下吉綱
  - 1972年 新・平家物語
  - 1975年 元禄太平記 - 牧野成貞
- 1964年 第7の男（CX）
- 1964年 おかあさん（TBS）
  - 第266話「演歌二代」
- 1965年 松本清張シリーズ／或る『小倉日記』伝（KTV）
- 1966年 テレビ指定席／愛してるというのなら（NHK）
- 1966年 ウルトラQ（TBS／円谷プロ）
  - 第24話「ゴーガの像」- 密輸団ボス・岩倉孫一郎
- 1966年 城が島の雨 （TBS）
- 東芝日曜劇場 （TBS）
  - 1967年 第576話「あたしとあなた その9」
  - 1968年 第622話「三代の女性シリーズ　ちりめんを織る女」
  - 1969年 第674話「父と母の子」
  - 1972年 第837話「二人だけの道 その2」
  - 1973年 第849・850話「只見川 愛その日」
  - 1973年 第864話「二人だけの道 最終回」
  - 1974年 第891話「春の別れ」
  - 1976年 第1011話「娘よ その2」
  - 1977年 第1052話「二階」
  - 1977年 第1098話「娘よ その5」
  - 1978年 第1111話「娘よ その6」
  - 1978年 第1142話「遠いわかれ」
  - 1979年 第1200話「女たちの忠臣蔵」- 吉田忠左衛門
  - 1980年 第1218話「山椿」
- 1968年 NHK劇場／協力者（NHK）
- 1969年 黒部の太陽（NTV）- ダム建設次長次長・芳沢
- 1969年 戦国艶物語 （ABC）
- 1970年 男は度胸（NHK）
- 1971年 おれは男だ!（NTV）
- 1972年 木枯し紋次郎（CX／C.A.L）
  - 第2シリーズ 第9話「錦絵は十五夜に泣いた」
- 1973年 必殺仕置人（松竹、ABC）
  - 第2話「牢屋でのこす血のねがい」- 山城屋
- 1973年 飛び出せ!青春（NTV）
- 1973年 特別機動捜査隊（NET）
  - 第630話「声なき女 ある娼婦の詩」
- 1973年 サインはV（TBS）
  - 第2シリーズ 第16話
- 1973年 ありがとう 第3シリーズ（TBS）- 熊取七之輔
- 1973年 百年目の恋（1973年 - 1974年、YTV）- 永田専務
- 太陽にほえろ! （東宝／NTV）
  - 1974年 第82話「最後の標的」- 富山平太郎
  - 1978年 第290話「執念」- 田中物産・園田社長
  - 1979年 第340話「勝利者」- 大岩好男
  - 1980年 第419話「禁じられた怒り」- 東友商事重役
- 伝七捕物帳
  - 日本テレビ版
    - 1974年 第39話「どぶねずみ退治」- 奥平頼母
    - 1975年 第85話「恋の飛脚は東海道」- 万屋

  - テレビ朝日版
    - 1979年 第2話「血染めの証文」
- 1974年 非情のライセンス（NET／東映）
  - 第1シリーズ 第46話「兇悪のヘッドライト」- 紅村
- 1974年 傷だらけの天使（NTV／東宝）
  - 第10話「金庫破りに赤い薔薇を」
- 1974年 華麗なる一族（MBS／東宝）- 渋野阪神銀行常務
- 1974年 樹氷（TBS）
- 1974年 日本沈没（TBS）
  - 第8話「怒りの濁流」- 教授
- 1975年 赤い疑惑（TBS）
- 1975年 けんか安兵衛 第4話（KTV）
- 1975年 マチャアキの森の石松 第25話（NET）
- 1975年 長崎犯科帳（NTV）
  - 第16話「帰って来た男」- 桔梗屋十兵衛
- 1976年 堂々たる打算 （7月15日、NHK）
- 1976年 白い秘密（1976年 - 1977年、TBS／松竹）- 漆原道夫（城東医科大学病院第一外科主任教授）
- 1975年 水戸黄門（TBS／C.A.L）
  - 第6部 第13話「忍びの女 -鳥取-」- 池田内膳
- 大江戸捜査網（12ch・三船プロ）
  - 1976年 第228話「芸者殺しの罠」- 大目付
  - 1978年 第332話「無法を裁く怒りの群衆」- 池上伯翁
- 1976年 大都会 闘いの日々（NTV／石原プロモーション）
  - 第30話「縁談」- 清水正吾
- 1977年 破れ奉行（ANB／中村プロ）
  - 第4話「熱風!黄金地獄館」- 徳右衛門
- 1977年 俺たちの朝（NTV／東宝）
  - 第17話「チューとレポートと協力者たち」- 修学院大学教授
- 1978年 達磨大助事件帳（ANB）
  - 第21話「還って来た幸福」- 斉木屋周兵衛
- 1978年 土曜ワイド劇場／妖精の美女 江戸川乱歩の黄金仮面（ANB／松竹）- 大島喜三郎
- 1979年 大空港（CX／松竹）
  - 第35話「衝撃の無差別殺人!」- 大学病院医師
- 1980年 花王愛の劇場／古都（TBS）
- 1981年 池中玄太80キロII（NTV）
  - 第8話「子のこころ親知らず」- 岩上常務
- 1982年 鬼平犯科帳（ANB／東宝）
  - 第3シリーズ 第23話「馴馬の三蔵」- 鮫洲の市兵衛 ※萬屋錦之介版
- 1984年 西部警察 PART-III（ANB／石原プロ）
  - 正月スペシャル「燃える勇者たち」- 国家公安委員長・布施義隆

### 舞台
- 1952年 厳頭の女（民藝）- 市川
- 1952年 十三階段（民藝）- 井村
- 1952年 五稜郭血書（民藝）- 箱館府兵
- 1953年 民衆の敵（民藝）- 紳士
- 1953年 日本の気象（民藝）- 男性職員
- 1953年 あっぱれクライトン（民藝）- トーマス
- 1954年 セールスマンの死（1954年・1957年、民藝）- ハワード・ワグナー
- 1954年 常盤炭田（民藝）- 須見
- 1954年 制輪子物語（民藝）- 大橋
- 1954年 闇の力（民藝）- 村長
- 1955年 ヴィルヘルム・テル（民藝）- ブルクハルト
- 1955年 女の声（民藝）- 安蔵
- 1955年 恐怖（民藝）- ドン・パブロ・オルティズ
- 1956年 帰らぬ人（民藝）- 村役場厚生係
- 1958年 法隆寺（民藝）- 男
- 1959年 運命（民藝）
- 1959年 漁港（民藝）
- 1960年 ジュノーと孔雀（民藝）
- 1960年 檻（民藝）- 役人
- 1960年 イルクーツク物語（民藝）
- 1961年 火山灰地（民藝）
- 1962年 るつぼ（民藝）
- 1964年 夜明け前（民藝）
- 1964年 冬の時代（民藝）
- 1965年 開かれた処女地（民藝）
- 1966年 群上の立百姓（民藝）
- 1967年 ヴィシーでの出来事（民藝）
- 1967年 星の牧場（民藝）
- 1968年 ワッサ・ジェレズノーワ（民藝）
- 1969年 炎の人（民藝）- ルーラン
- 1969年 無頼官軍（民藝）
- 1970年 挿話（民藝）
- 1970年 七月六日（民藝）
- 1970年 審判（民藝）
- 1971年 星の牧場（民藝）
- 1971年 るつぼ（民藝）
- 1971年 予告の日（民藝）
- 1972年 三人姉妹（民藝）

## 吹き替え
- 1974年 西部開拓史 - ナレーター（演：スペンサー・トレイシー）
- 1975年 探偵キャノン
  - 第1シーズン 第8話 「偽証の障壁」- ショーン・ルーミス（演：ジョン・マクライアン）
- 1976年 刑事コロンボ
  - 第5シーズン 第33話 「ハッサン・サラーの反逆」-  警察本部長（演：ケネス・トビー）
- 1977年 ボルサリーノ（日本テレビ版）- マレロ（演：アーノルド・フォア）
- 1977年 吸血の群れ - ジェイソン（演：レイ・ミランド）
- 1977年 続・激突!/カージャック（テレビ朝日版）- ハーリン・タナー警部（演：ベン・ジョンソン）
- 1981年 暴走列車/大惨事への豪雪山脈急勾配 - ホリィ（演：ベン・ジョンソン ）
- 1981年 2001年宇宙の旅